# Jón Sigurðsson
Jón Sigurðsson (ur. 17 czerwca 1811 w Hrafnseyri, zm. 7 grudnia 1879 w Kopenhadze) – islandzki działacz na rzecz autonomii Islandii i filolog, znawca literatury staronordyckiej.

## Życiorys
Urodził się 17 czerwca 1811 roku w Hrafnseyri jako syn pastora Sigurdura Jónssona i Þórdís Jónsdóttir. Uczył się w szkole podstawowej w Bessastaðir, a pod kierunkiem ojca od 1822 roku uczył się łaciny, co zachęciło go do studiów w tej dziedzinie. W 1829 roku wyjechał do Reykjavíku i podjął naukę w tamtejszym gimnazjum (wówczas jedynym na wyspie). W tym okresie zaczął pisać pierwsze krótkie teksty o literaturze staroislandzkiej.

### Studia i praca
Od 1833 roku studiował filologię klasyczną, historię antyczną, politologię i ekonomię na Uniwersytecie Kopenhaskim. Podczas studiów zaangażował się w działanie islandzkiego klubu patriotycznego. W tym czasie organizacja zaczęła wydawać czasopismo „Fjórnir”, a Sigurðsson publikował w nim teksty dotyczące historii, języka i kultury islandzkiej. Działał w Nordyckim Towarzystwie Starych Druków, które stawiało sobie za cel wydawanie zabytków pisanych kultury starogermańskiej.
Od 1841 roku pracował w Sztokholmie i Uppsali, katalogując rękopisy traktujące o Islandii. Od 1848 roku zbierał dane dotyczące starego ustawodawstwa islandzkiego. Po powrocie do Kopenhagi współzakładał w 1851 roku Islandzkie Towarzystwo Literackie i został jego przewodniczącym. Był zaangażowany w prace przy katalogowaniu zbiorów Árni Magnússona, który pracując na Islandii jako rządowy delegat zbierał i wysyłał do Danii stare rękopisy. Zaangażowany był w prace Arnamagnaean Foundation, której celem było upowszechnianie sag. Przez lata zebrał i opublikował wiele staronordyckich sag i dokumentów, był także współredaktorem Scriptores Rerum Danicarum.

### Działacz społeczny
Był zaangażowany w działania na rzecz autonomii Islandii. W 1841 roku założył czasopismo „Ny Felagstrit”, którego celem było informowanie duńskiego społeczeństwa o sytuacji na Islandii. Brał udział w debatach, które w 1843 roku skłoniły Chrystiana IX do odtworzenia islandzkiego parlamentu (Althing) jako ciała doradczego po jego likwidacji w 1800 roku i protestach wobec sytuacji wyspy z 1840 roku. Od reaktywacji Althingu w 1845 roku Sigurðsson zasiadał w nim w jako poseł. W późniejszych latach był jego marszałkiem oraz liderem Partii Patriotycznej. Zaangażowany w działania na rzecz nadania Islandii praw do wolnego handlu, modernizacji rolnictwa i rybołówstwa, reform szkolnictwa i budowy nowoczesnej opieki zdrowotnej. Pomimo przejęcia w 1848 roku władzy w Danii przez liberałów, polityka wobec Islandii zmieniła się dopiero pod wpływem licznych petycji do króla, co poskutkowało wydaniem projektu nowej konstytucji dla wyspy. W 1854 roku udało mu się doprowadzić do zniesienia duńskiego monopolu handlowego, jednak po wprowadzeniu rok później wolności prasy i zgromadzeń zniesiono autonomię Islandii. Przez kolejne lata lobbował w Danii za kwestią islandzkiej autonomii, co doprowadziło 1867 roku do przyznania Althingowi pełnej władzy ustawodawczej, a w 1871 roku nadania wyspie autonomii. W 1874 roku doszło natomiast do nadania Islandii konstytucji, która oddała pod częściowo lokalną kontrolę finanse i prawodawstwo oraz nadała autonomię sądowniczą i potwierdziła pełną władzę ustawodawczą islandzkiego parlamentu. W tym samym roku utworzono także przy duńskim rządzie stanowisko ministra ds. islandzkich.
Zmarł 7 grudnia 1879 roku w Kopenhadze.

## Upamiętnienie
Na Islandii nazywany jest Ojcem Niepodległości. W 1910 roku na placu Austurvöllur naprzeciw budynku parlamentu został postawiony pomnik Sigurðssona. Dzień jego urodzin (17 czerwca) jest świętem narodowym Islandii. Jako postać ważna dla islandzkiej historii, w 1981 roku został uhonorowany umieszczeniem jego podobizny na banknocie 500 króna. Na awersie znalazło się jego popiersie, a na rewersie postać Sigurðssona pracującego przy biurku.